# Novoselivka, Trosteaneț
Novoselivka (în ucraineană Новоселівка) este un sat în comuna Bilka din raionul Trosteaneț, regiunea Sumî, Ucraina.

## Demografie
Componența lingvistică a localității Novoselivka
     Ucraineană (88,41%)
     Rusă (11,59%)
Conform recensământului din 2001, majoritatea populației localității Novoselivka era vorbitoare de ucraineană (88,41%), existând în minoritate și vorbitori de rusă (11,59%).